# TeXworks
TeXworks é um software livre sob licença GPL para escrever documentos usando o TeX (ou LaTeX, ConTeXt, XeTeX), com um visualizador PDF integrado. Menu com diversos idiomas, inclusive o português do Brasil e é multi-plataforma: está disponível Windows, GNU/Linux e Mac OS X.